# Iwan Nikołow
Ivan Nikolov (bułg. Иван Николов) – naturalny bułgarski kulturysta.
Urodził się i był wychowany w Sofii, wyemigrował do Stanów Zjednoczonych. Treningi siłowe rozpoczął jako nastolatek. Pracuje jako trener osobisty oraz masażysta.

## Osiągi
- 2003:
  - Musclemania, kategoria półśrednia – III m-ce
  - Musclemania Superbody, kategoria półśrednia – IV m-ce
- 2004:
  - Tampa Bay Classic – federacja NPC, całkowity zwycięzca
  - Musclemania, kategoria lekka – V m-ce
  - Musclemania Superbody, kategoria półśrednia – III m-ce
- 2006:
  - Musclemania Superbody, kategoria lekka – IV m-ce
- 2008:
  - Musclemania Universe, kategoria lekka – VIII m-ce